# Autostrada A7 (Holandia)
Autostrada A7 (nl. Rijksweg 7) – najdłuższa autostrada w Holandii o długości 242 km. Zaczyna się na rondzie w mieście Zaandam, następnie krzyżuje się z autostradą A8. Dalej przebiega przez tamę Afsluitdijk. Kończy się na granicy niemieckiej w pobliżu miasta Bad Nieuweschans, gdzie przechodzi w autostradę A280.

## Trasy europejskie
Śladem autostrady biegnie trasa europejska E22 (z wyjątkiem jednokilometrowego odcinka do węzła z autostradą A8).